# Национальный совет (Италия)
Национальный совет (итал. Consulta nazionale) — временный неизбираемый законодательный орган, действовавший в Италии после Второй мировой войны. Председателем совета был Карло Сфорца, член Итальянской республиканской партии. Национальный совет собирался в Палаццо Монтечиторио.
Национальный совет пришёл на место Парламента Королевства Италия. Он был учреждён 5 апреля 1945 года, а 22 сентября 1945 года правительство утвердило его состав — 440 членов. В состав совета вошли представители партий, входивших в Комитет национального освобождения, бывшие члены парламента — антифашисты, представители крупных профсоюзов и обществ ветеранов, представители культуры и науки. В рамках совета было создано 10 комитетов.
Национальный совет был предназначен для высказывания своего мнения по различным вопросам, задаваемым правительством. Правительство должно было обязательно консультироваться с советом по вопросам бюджета, налогов и выборов, а также могло консультироваться по другим вопросам, но при этом оно не было обязано прислушиваться к мнению совета. Также члены совета имели право выносить на обсуждение законы и отправлять запросы правительству.
Первое собрание состоялось 25 сентября 1945 года, после этого произошло ещё несколько десятков собраний. В реальности правительство не предоставило Национальному совету план бюджета. Однако Национальный совет принял закон о проведении Конституционного референдума, на котором итальянцы должны решить, хотят ли они видеть Италию монархией или республикой. Это произошло 9 марта 1946 года, после этого собраний больше не было, но продолжили работать комитеты. Окончательно расформирован Национальный совет был 1 июня 1946 года. На его место пришло Учредительное собрание Италии (в него избралось 128 членов совета).